# Magenlähmung
Bei einer Magenlähmung ist die Beweglichkeit des Magens (Gaster, Ventriculus) vermindert oder im Extremfall aufgehoben, so dass es zu einer Magenentleerungsstörung kommt. Synonyme in der medizinischen Fachsprache sind Magenatonie (Atonie bedeutet so viel wie „Schlaffheit“) und Gastroparese (eine Parese ist eine unvollständige Lähmung).
Eine Gastroparese geht mit einer bis zu 30 % geringeren Lebenserwartung einher. 

## Pathologie
Eine Lähmung des Magens kann verschiedene Ursachen haben. Am häufigsten ist eine Schädigung des vegetativen und des enterischen Nervensystems für eine Magenlähmung verantwortlich. Dies wird auch als autonome Neuropathie bezeichnet. Beide Nervensysteme sind an der Innervation des Magens beteiligt und steuern sowohl die Beweglichkeit als auch die funktionellen Aufgaben, wie die Sekretion der Magensäure. Zu einer Schädigung dieser Nerven kann es vor allem im Rahmen eines Diabetes mellitus (Zuckerkrankheit) kommen. Seltenere Ursachen sind Operationskomplikationen sowie chronischer Alkohol- und Nikotinmissbrauch.
Auch kann eine Gastroparese als Begleitsymptom einer Migräne-Attacke auftreten.
Neben den Nerven kann auch die glatte Muskulatur des Magens verantwortlich sein. Es gibt zahlreiche Muskelerkrankungen, die zu einer Magenlähmung führen können, beispielsweise die progressive Muskeldystrophie.

## Symptome
Infolge einer Magenlähmung kann es zu vielfältigen Störungen, einer Beeinträchtigung der Lebensqualität sowie nicht selten zu ernsthaften Komplikationen kommen. Die Hauptsymptome sind Übelkeit, Völlegefühl, Appetitverlust, Erbrechen unverdauter Nahrungsbestandteile, Oberbauchschmerzen und Gewichtsabnahme. Eine häufige Komplikation ist die Entstehung einer Refluxösophagitis, die Sodbrennen, Blutungen und Karzinome verursachen kann.

## Diagnose
Die Diagnose kann durch Bestimmung der Magenentleerungszeit gestellt werden, die bei einer Magenlähmung verlängert ist. Die Magenentleerungszeit kann durch 99mTc-markierte Eiweißpartikel bestimmt werden. Ältere Substanzen sind 13C-Oktansäure oder 13C-Natriumacetat. Diese kommen kaum noch zur klinischen Anwendung.

## Therapie

### Ernährungsberatung
Die anfängliche Behandlung erfolgt oftmals durch Ernährungsberatung und -umstellung. Durch die Ernährungsumstellung sollen die Symptome gelindert und eine angemessene Versorgung mit Flüssigkeit und Nährstoffen sichergestellt werden. Die Umstellung umfasst typischerweise eine erhöhte Flüssigkeitszufuhr, eine Reduktion des Fett- und Ballaststoffgehalts der Nahrung sowie die Aufteilung auf viele kleine Mahlzeiten.

### Medikamente
Zur Behandlung der Gastroparese bzw. ihrer Symptome werden üblicherweise die folgenden Medikamente eingesetzt:
- Prokinetika – Diese Medikamente regen die Peristaltik des Magen-Darm-Trakts an und bewirken so, dass sich der Magen schneller entleert.
- Antiemetika – Diese Medikamente unterdrücken Übelkeit und Erbrechen, haben aber keine Auswirkungen auf die Entleerung des Magens.

### Künstliche Ernährung
Bei der Behandlungsform der künstlichen Ernährung erfolgt die Zufuhr von Nährstoffen in flüssiger Form direkt durch eine in den Magen oder in den Dünndarm eingeführte Sonde. Ernährungssonden werden üblicherweise nur vorübergehend und nur bei stark ausgeprägter Gastroparese eingesetzt.

### Parenterale Ernährung
Bei der parenteralen Ernährung erfolgt die Zufuhr von Nährstoffen in Form einer intravenös verabreichten Lösung direkt in den Blutkreislauf. Die parenterale Ernährung gelangt nur zur Anwendung, wenn eine enterale Ernährung nicht vertragen wird oder auf diese Weise nicht genügend Energie zugeführt werden kann.

### Operation
Eine operative Behandlung der Gastroparese kommt nur als letzter Ausweg in Frage. Bei der Pyloroplastik – einem dieser möglichen operativen Eingriffe – wird der Pförtner (d. h. der Übergang zwischen Magen und Zwölffingerdarm) aufgeweitet.
Des Weiteren besteht die Möglichkeit der Gastroenterostomie. Hierbei wird die Anatomie des Magens verändert, indem der Dünndarm an den Magen genäht wird und so ein neuer Abgang für die Nahrung entsteht.

### Elektrische Gastrostimulation (Magenschrittmacher)
Diese operative Behandlungsform eignet sich für Patienten mit gastroparesebedingter chronischer, medikamentenrefraktärer (d. h. nicht auf Medikamente ansprechender) Übelkeit und Erbrechen.
Der Magenschrittmacher wird unter der Haut implantiert und an zwei in die Muskulatur des Magens eingesetzte Elektroden angeschlossen. Er gibt über die Elektroden schwache elektrische Impulse ab, um die Nerven und die glatte Muskulatur des unteren Magenbereichs zu stimulieren. Dies kann dazu beitragen, die gastroparesebedingte Übelkeit und das Erbrechen zu unterdrücken.